# Luché-Thouarsais
Luché-Thouarsais è un comune francese di 385 abitanti situato nel dipartimento delle Deux-Sèvres nella regione della Nuova Aquitania.

## Società

### Evoluzione demografica
Abitanti censiti